# 아마로 아베르나

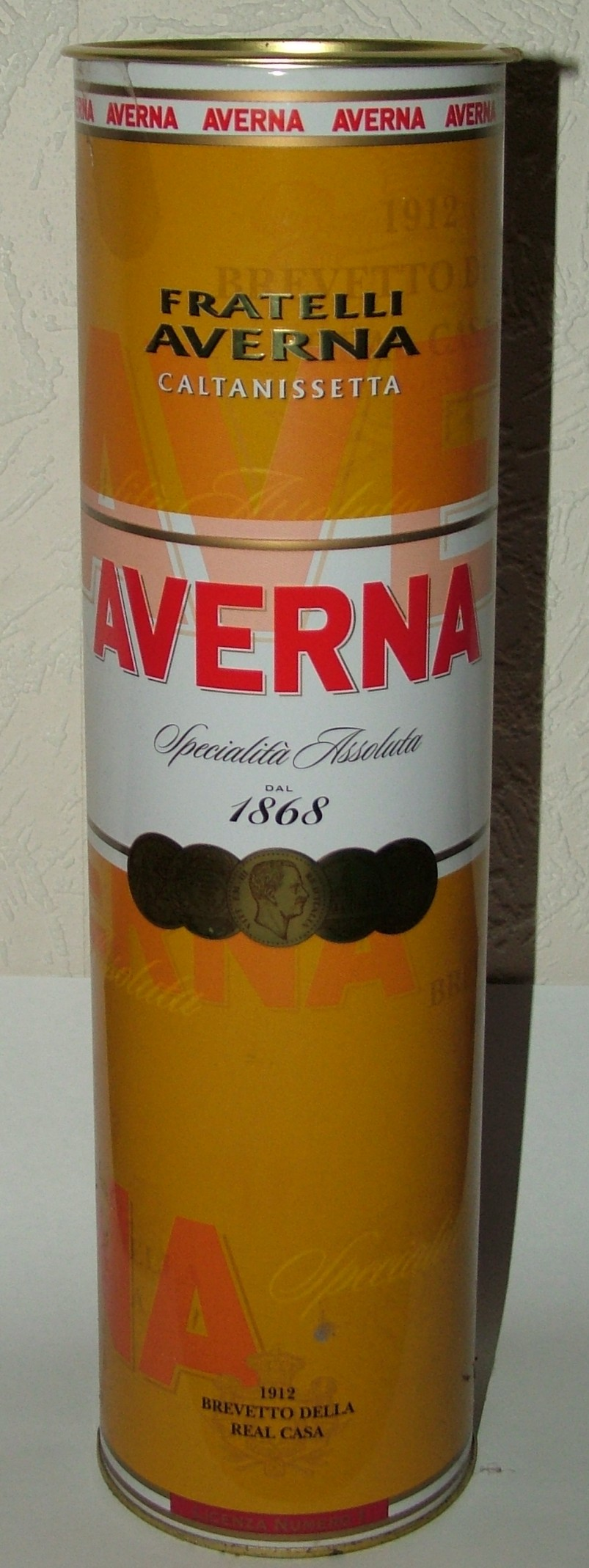
아마로 아베르나

아마로 아베르나(Amaro Averna)는 아마로 범주에 속하는 이탈리아산 주류이다. 고안가인 살바토레 아베르나의 이름을 딴 것으로서 그는 1868년 술을 개발했다. 시칠리아섬에서 생산되며 전통주이다.
허브나 뿌리를 기본 알코올에 적신 후에 카라멜을 첨가한다. 아베르나는 달콤하고 두꺼운 약초의 일종으로 쓴 맛이 난다. 증류되어 병에 담긴 채로 팔리며 32%의 도수를 가진다.
아베르나는 전통적인 식후주로서 칵테일의 원재료로서도 사용된다.

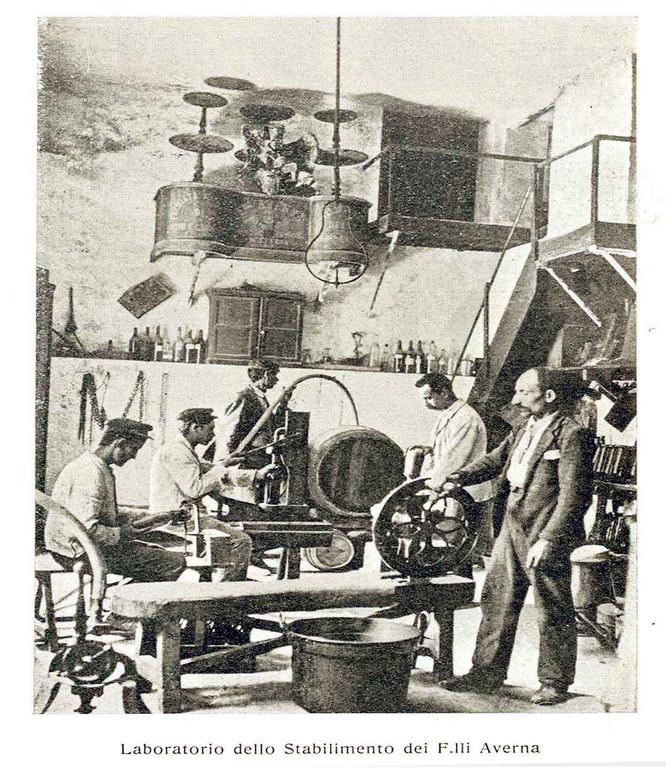
Fratelli Averna, Caltanisetta, 1911